# مايك هاردن
مايك هاردن (بالإنجليزية: Mike Harden)‏ هو لاعب كرة قدم أمريكية أمريكي، ولد في 16 فبراير 1959 في ممفيس في الولايات المتحدة.

## وصلات خارجية
- مايك هاردن على موقع مرجع كرة القدم المحترفة.كوم (الإنجليزية)